# Wüstung Erder
Die Wüstung Erder, zuvor auch Erdere und Herdere sowie Erder genannt, war ein wüst gefallener Ort bei Hannover. Er lag westlich des vormaligen Dorfes Linden an der vom späteren Schwarzen Bären ausgehenden Chaussee nach Wunstorf, die bei Erder eine Furt über die Fösse passierte. Von dort aus führte ein wichtiges historisches Wegesystem durch Limmer bis nach Ahlem, nach Harenberg und mit Abzweigungen beispielsweise nach Velber oder die Holzrehre im Limmerholz.
Das Dorf Erder stand im Mittelalter, exakt am 15. Juni 1369, auch im Zusammenhang mit der ersten urkundlichen Erwähnung der Fischerei in der Leine: Seinerzeit schenkten die Grafen Ludolf von Wunstorf und Ludwig von Wunstorf dem Hospital St. Spiritus, das seinerzeit in der Altstadt Hannovers lag, unter anderem die Fischereirechte in der Leine bei Erdere.
Die im heutigen hannoverschen Stadtteil Linden-Nord liegende Erderstraße, die zuvor Eystraße und Lotzestraße hieß, wurde 1925 amtlich umbenannt „nach dem wüsten Ort Erdere, der in diesem Gebiet lag“.